# Krundiküla
Krundiküla – wieś w Estonii, w prowincji Parnawa, w gminie Häädemeeste.